# Comic Costume Race
Comic Costume Race je britský němý film z roku 1896. Režisérem je Robert W. Paul (1869–1943). Film se natáčel 14. července 1896 v londýňském Herne Hill. The music hall sports day byla každoroční charitativní akce, která se skládala z dalších akcí, jako byl závod s vejci nebo třínohý běh. Není známo, kdo jsou účastníci závodu.

## Děj
Film zachycuje sportovce, jak utíkají na konec dráhy, kde si z bedny vytáhnou a oblečou různé kostýmy, se kterými pak běží zpět.